# Kinh doanh xã hội
Kinh Doanh Xã Hội được đinh nghĩa bởi giáo sư Mohammad Yunus, ông dạy học tại trường đại học Laureate và là một người được tặng giải Nobel Hòa Bình và định nghĩa của kinh doanh xã hội được miêu tả trong những cuốn sách của ông.
Trong những cuốn sách này, giáo sư Yunus định nghĩa kinh doanh xã hội là một kiểu kinh doanh:
- Được tạo ra và thiết kế để giải quyết một vấn đề xã hội
- Một công ty không phân chia cổ tức, vân vân

1. Công ty đó có thể tự cung tự cấp và
2. Lợi nhuận trong kinh doanh được tái đầu tư lại vào công ty đó (hoặc được dùng để bắt đầu các kiểu kinh doanh xã hội khác), với mục đích gây tác động lên xã hội, ví dụ để khuếch đại phạm vi của công ty, cải thiện sản phẩm hoặc dịch vụ hoặc những phương pháp khác để trợ cấp cho nhiệm vụ cải thiện xã hội.

Không giống như kiểu kinh doanh tập trung tối đa vì lợi nhuận, mục tiêu tối cao của một công ty kinh doanh xã hội không phải để tối đa lợi nhuận (mặc dù những công ty này vẫn sản xuất đủ lợi nhuận đã được đặt ra). Thêm nữa, những người sáng lập các công ty kinh doanh xã hội sẽ không nhận được cổ tức, bất kỳ cổ tức nào.
Mặt khác, không giống như những tổ chức-phi-lợi-nhuận, kinh doanh xã hội không bị phụ thuộc vào tiền quyên góp hoặc phụ thuộc vào những khoản đóng góp của những công ty khác để có thể tồn tại và tiếp tục hoạt động, bởi vì, khác với các kiểu kinh doanh khác, kinh doanh xã hội có thể tự cung tự cấp. Thêm vào đó, không giống tổ chức phi-lợi-nhuận, nơi những khoản quỹ chỉ được dùng một lần tại hiện trường, những số tiền đầu tư vào kinh doanh xã hội để gia tăng và cải thiện hoạt động của công ty tại hiện trường sẽ được tái sử dụng một cách vô hạn. Yunus nói: "Một đô la để từ thiện chỉ được dùng 1 lần; một đô la trong kinh doanh xã hội có thể được tái đầu tư lại nhiều nhiều lần.

## Bảy Nguyên Lý Của Kinh Doanh Xã Hội
Những nguyên lý này được phát triển bởi giáo sư Muhammad Yunus và Hanz Reitz, người đồng sáng lập Grameen Creative Lab"
1. Mục tiêu của kinh doanh là để giải quyết nạn nghèo, hoặc một hoặc những vấn đề khác (ví dụ như giáo dục, sức khỏe, tiếp cận công nghệ, và môi trường) gây ảnh hưởng tới con người và xã hội; thay vì tối đa lợi nhuận.
2. Có thể tự cung tự cấp tài chính
3. Những nhà đầu tư chỉ có thể nhận lại được khoản đầu tư mà họ đã đầu tư. Không cổ tức nào được trao thêm cho những nhà đầu tư
4. Khi khoản đầu tư được hoàn lại cho nhà đầu tư, lợi nhuận của công ty sẽ được phục vụ cho mục đích mở rộng và cải thiện công ty.
5. Có nhận thức về vấn đề giới tích và môi trường
6. Lực lượng lao động sẽ nhận được lương thị trường với điều kiện làm việc tốt hơn
7. ....Làm mà chơi